# Le Trio infernal
Pour plus de détails, voir Fiche technique et Distribution.
Le Trio infernal est un film franco-italo-allemand réalisé par Francis Girod, sorti en 1974, relatant l’affaire Sarrejani.

## Synopsis
Dans la région de Marseille, Me Sarret, un avocat retors et beau parleur, organise de brillantes escroqueries à l'assurance avec la complicité de deux sœurs allemandes devenues ses maîtresses.
Le réalisateur s'inspire d'un livre retraçant un fait divers réel pour composer un film à la mise en scène précise, entre humour noir et réalisme glaçant.

## Fiche technique
- Titre : Le Trio infernal
- Réalisation : Francis Girod
- Scénario : Francis Girod et Jacques Rouffio d'après le roman homonyme de Solange Fasquelle
- Production : Raymond Danon, Jacques Dorfmann, Wolfdieter von Stein
- Musique : Ennio Morricone
- Photographie : Andréas Winding
- Montage : Claude Barrois
- Décors : Jean-Jacques Caziot
- Costumes : Jacques Fonteray
- Pays de production :  France |  Italie |  Allemagne de l'Ouest
- Format : couleur - 2,35:1 - Mono
- Genre : comédie
- Durée : 107 minutes
- Date de sortie : 
  - France : 22 mai 1974 — classification CNC : interdit aux moins de 16 ans[1]
- Affiche : René Ferracci (France)

## Distribution
- Michel Piccoli : Georges Sarret
- Romy Schneider : Philomena Schmidt
- Mascha Gonska : Catherine Schmidt
- Philippe Brizard : Chambon
- Jean Rigaux : Villette
- Monica Fiorentini : Magali
- Hubert Deschamps : Detreuil
- Monique Tarbès : l'infirmière
- Andréa Ferréol : Noémie
- Francis Claude : le docteur
- Pierre Dac : le médecin de l'assurance
- Papinou :	Luffeaux
- Luigi Zerbinati
- Jean-Pierre Honoré
- Henri Piccoli : le violoniste
- Renata Zamengo